# イソフラボン-3'-ヒドロキシラーゼ
イソフラボン-3'-ヒドロキシラーゼ（isoflavone 3'-hydroxylase）は、イソフラボノイド生合成酵素の一つで、次の化学反応を触媒する酸化還元酵素である。
ホルモノネチン + NADPH + H+ + O2 {\displaystyle \rightleftharpoons } カリコシン + NADP+ + H2O
この酵素の基質はホルモノネチン、NADPH、H+とO2で、生成物はカリコシン、NADP+とH2Oである。補因子としてヘムを用いる。
組織名はformononetin,NADPH:oxygen oxidoreductase (3'-hydroxylating)で、別名にisoflavone 3'-monooxygenaseがある。